# Henry Sidgwick
Henry Sidgwick (ur. 31 maja 1838 w Skipton, zm. 28 sierpnia 1900 w Cambridge) – angielski filozof i ekonomista nurtu utylitarystycznego.

## Życiorys
W latach 1855–62 studiował w Trinity College na Uniwersytecie Cambridge .
Jego Methods of Ethics (1874 r.) jest przez niektórych badaczy uważana za najważniejszą anglojęzyczną pracę z zakresu etyki w XIX w. Z kolei przez historyków myśli ekonomicznej jest uznawany za największego utylitarystę po Jeremym Benthamie i Johnie Stuarcie Millu.
W swoich pracach etycznych Sidgwick rozwijał utylitaryzm Johna Stuarta Milla, łącząc go z imperatywem kategorycznym Immanuela Kanta. Jak wskazywał, nie jest możliwa racjonalna ocena etyczna oparta na podstawach egoistycznych (indywidualne szczęście podmiotu) lub intuicjonistycznych. Swoją propozycję określił mianem "uniwersalnego hedonizmu", będącego kompromisem między szczęściem jednostki i dobrem ogółu.
W dziedzinie ekonomii rozwijał teorie Jeremy'ego Benthama i Johna Stuarta Milla. W znacznym stopniu wpłynął na Alfreda Marshalla i wraz z nim uznawany jest za jednego z głównych przedstawicieli szkoły ekonomicznej z Cambridge.
Sidgwick był również zwolennikiem równouprawnienia kobiet w dostępie do wyższej edukacji. W 1871 r. założył Newnham College, będący drugim żeńskim college'em Uniwersytetu w Cambridge.

## Publikacje
- Pełna bibliografia dzieł Henry'ego Sidgwicka. henrysidgwick.com. [zarchiwizowane z tego adresu (2010-07-18)].
- The Methods of Ethics. London, 1874, 7th ed. 1907.
- Principles of Political Economy. London, 1883, 3rd ed. 1901.
- The Scope and Method of Economic Science. 1885.
- The Elements of Politics. London, 1891, 4th ed. 1919.
- Practical Ethics. London, 1898, 2nd ed. 1909.
- Philosophy; its Scope and Relations. London, 1902.
- Lectures on the Ethics of T. H. Green, Mr Herbert Spencer and J. Martineau. 1902.
- The Development of European Polity. 1903.
- Miscellaneous Essays and Addresses. 1904.
- Lectures on the Philosophy of Kant. 1905.

## Bibliografia

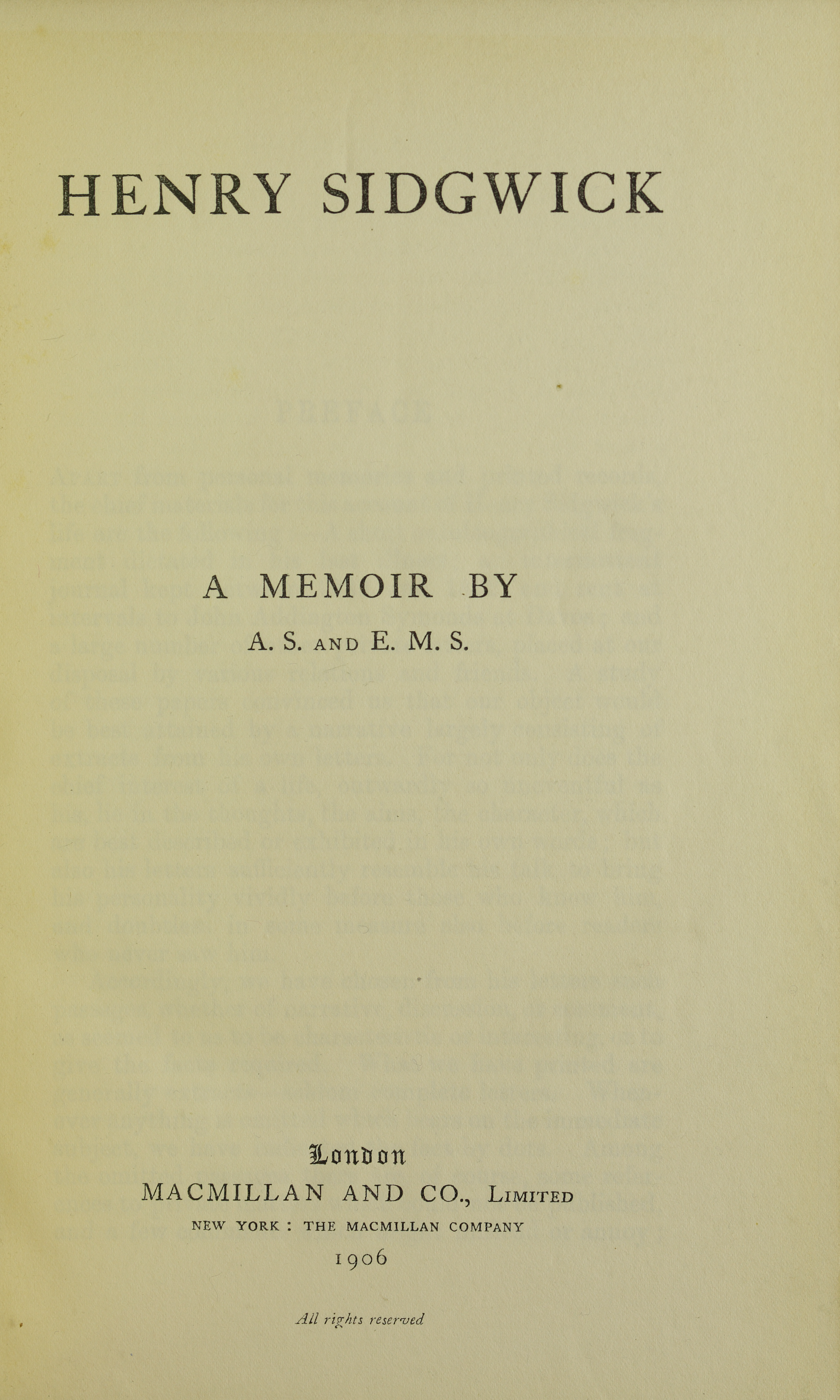
Arthur & Eleanor Mildred Sidgwick, Henry Sidgwick, 1906